# Пунические войны
Пунические войны (лат. Bella Punica) — три войны между Римской республикой и Карфагеном («пунами», то есть финикийцами, от лат. punicus или poenicus), продолжавшиеся с перерывами в 264—146 год до н. э. Одержав в этих войнах победу, Рим укрепил своё положение в Западном Средиземноморье.

## Основные события
Римская республика, объединив под своей властью весь Апеннинский полуостров, уже не могла примириться с господством Карфагена в Западном Средиземноморье, обеспечивающимся первыми договорами Карфагена с Римом. Политические интересы Италии, её безопасность и торговля не допускали, чтобы Сицилия, где давно уже шла борьба между греками и карфагенянами, попала в руки последних. Для развития италийской торговли было необходимо, чтобы Мессанский пролив находился под контролем римлян. Случай овладеть проливом вскоре представился: кампанские наёмники, так называемые «мамертинцы» (то есть «Марсовы люди»), завладели Мессаной. Когда Гиерон II Сиракузский вытеснил мамертинцев, последние обратились к Риму, который и принял их в италийскую конфедерацию. Карфагеняне поняли опасность, грозившую им от утверждения римлян в Сицилии. Им удалось, примирив мамертинцев с Гиероном, ввести в Мессанскую крепость свой гарнизон, под начальством Ганнона. Тогда римляне захватили Ганнона и вынудили карфагенян очистить Мессану. Началась Первая Пуническая война (264—241 годы до н. э.).
И Рим, и Карфаген находились в это время в полном расцвете своих сил, которые были приблизительно равны. На стороне римлян было, однако, несколько преимуществ: их владычество в Италии не вызывало такой ненависти, с какой относились к Карфагену эксплуатируемые им народы; римское войско состояло из граждан и союзников, и главную массу его составляли поселяне, тогда как карфагенские военные силы не были гражданским ополчением, а составляли разноплемённые армии, где карфагеняне были почти исключительно офицерами. Значительную часть карфагенских войск составляли наёмники. Эти недостатки отчасти возмещались тем, что у карфагенян было больше денежных средств, и они располагали сильным флотом. Римская пехота, набиравшаяся из свободных граждан, была несравненно сильнее наёмной пехоты Карфагена, но карфагенская конница превосходила римскую, причём не только в военном мастерстве, но и по качеству использовавшихся в ней лошадей.

## Ход войн

### Первая Пуническая война
Война началась в Сицилии с нападения карфагенян на Мессану, отбитого Аппием Клавдием Кавдексом. Затем Валерий Максим Мессала одержал победу над соединёнными силами карфагенян и сиракузцев, следствием которой было приобретение некоторых городов в Сицилии и мира с Гиероном (263 год до н. э.). После семимесячной осады римляне взяли сильно укреплённый Акрагант (Агригент), потому лишь некоторые крепости, где утвердился Гамилькар Барка, оставались ещё в руках карфагенян. В довершение бед последних начались волнения среди наёмников-галлов, вскоре попавших в засаду и перебитых римлянами по тайному сговору с карфагенским военачальником Ганноном.
Получив известия о поражениях, суффеты отозвали из Сицилии Ганнона, заменив его Гамилькаром. Так как успешные действия против карфагенян возможны были лишь при условии господства на море, которое могло бы отрезать противника от снабжения с его стороны, римляне снарядили, по карфагенским образцам, значительный флот (100 квинквирем и 20 трирем). При этом Рим, который сам издревле вёл морскую торговлю, а также обладал всем материалом для постройки и снаряжения судов, отнюдь не копировал карфагенские принципы кораблестроения. Более того, римляне ввели ряд новшеств, в частности, изобрели поворотный подъёмный мост с абордажными крючьями, названный «вороном», поскольку внешне он напоминал клюв, что давало возможность воспользоваться и на море превосходством римской пехоты, которая, сцепившись подъёмным мостиком с неприятелем, могла вступать в рукопашный бой. Потерпев вначале на море неудачу, римляне одержали в 260 году до н. э. значительную победу у мыса Милы, под начальством Гая Дуилия). Из 130 карфагенских судов 14 было потоплено, 30 повреждено и 31 корабль захвачен.
259 год до н. э. ознаменовался новым успехом римского оружия. Консул Луций Корнелий Сципион сумел сначала занять без серьёзного сопротивления Корсику, а несколько позже овладел Сардинией, взяв хорошо укреплённый город Ольбию, при защите которого убит был карфагенский полководец Ганнон. В следующем году на Сицилии занято было несколько новых городов: Гиппаны, Митистрата, Камарина, Энна, Камик и Гербес.
Весной 257 года до н. э. римляне решились на высадку в Африке, собрав 140-тысячную армию и флот из 330 триер и пентер. Летом следующего года, одержав победу в морском сражении у сицилийского мыса Экном под начальством Марка Атилия Регула и Луция Манлия Вульсона Лонга, римляне отправились к карфагенским берегам. Вначале дела пошли в Африке благоприятно, и консул Луций Манлий Вульсон возвратился в Италию с богатой добычей и 27 тысячами освобождённых римских пленников. Торжественно справив морской триумф, сенат посчитал победу гарантированной и счёл возможным оставить Регулу лишь половину его прежнего войска. Это ослабление римских сил привело к катастрофе: Регул был наголову разбит под Тунетом карфагенянами под начальством спартанца Ксантиппа и попал в плен. Лишь жалкие остатки римской армии возвратились в Италию; сам же Регул, после неудачной дипломатической миссии в Риме, по одним данным, был казнён карфагенянами, по другим, умер в плену. Гибель римского флота от сильного шторма в 253 году до н. э. заставила римлян снарядить новый, но и тот был уничтожен бурей.
В Сицилии война шла удачно для римлян: в 252 году до н. э. они взяли Термы, а в 249 году до н. э. Панорм, и у карфагенян остались на острове лишь Лилибей и Дрепан. Римляне осадили Лилибей, но счастье на время им изменило. Город взять так и не удалось, а консул Публий Клавдий потерпел жестокое поражение около Дрепана от Адгербала, другой римский флот вновь пострадал от бури. Гамилькар утвердился на горе Эркте и на Эриксе. Изъяв значительные средства у богатейших граждан, римляне создали новый флот из 200 пентер, и в марте 241 года до н. э. одержали победу при Эгатских островах, которая стоила карфагенянам 120 кораблей.
Теперь, когда и море было в руках римлян, Гасдрубал Барка убедился в невозможности далее удержаться на острове. Это привело к заключению мира, по которому римляне приобрели всю карфагенскую Сицилию и острова, лежащие между Италией и Сицилией. Сицилия стала римской провинцией. Кроме того, Карфаген обязался выплатить в течение 10 лет контрибуцию в 3200 талантов. Вместе с тем, карфагеняне не были окончательно побеждены, Риму же ещё недоставало сил, чтобы добиться больших успехов.

#### Восстание наёмников в Карфагене
Сразу по окончании войны с Римом Карфагену пришлось вынести тяжёлую борьбу с наёмными войсками, которая продолжалась почти 3 года и 4 месяца. В связи с этим восстанием стояло приобретение римлянами Сардинии: сардинские наёмники поддались Риму, и римляне захватили у Карфагена острова Сардинию и Корсику. Когда Карфаген попытался было вернуть свои владения, Рим пригрозил войной, от которой отказался, лишь получив вознаграждение в 1200 талантов.
В следующие годы Гамилькар Барка, глава патриотической партии, которая считала неизбежной войну с Римом, создал в Испании для Карфагена владения, возмещавшие собой потерю Сицилии и Сардинии. Благодаря ему, его зятю и преемнику Гасдрубалу, юг и восток Испании стали карфагенскими; здесь была создана (главным образом из туземцев) прекрасная армия, находившаяся в полном распоряжении своего главнокомандующего, а серебряные рудники давали значительные денежные средства. Римляне вскоре обратили внимание на усиление своего врага, заключили в Испании союз с греческими городами Сагунтом и Эмпориями и потребовали, чтобы карфагеняне не переходили за реку Эбро.

### Вторая Пуническая война
В 221 (или в 220) году до н. э. умер Гасдрубал, и его место занял по избранию войска сын Гамилькара, Ганнибал Барка, наследовавший от отца вражду к Риму. Ганнибал решил воспользоваться для войны с Римом обстоятельствами, благоприятно сложившимися для карфагенян. Цизальпинская Галлия не была ещё замирена римлянами, а вызванные иллирийскими делами несогласия с Македонским царством грозили им войной на Востоке. Ганнибал напал на союзный с Римом Сагунт и взял его после 8 месяцев осады. Когда римские послы получили в Карфагене отказ выдать Ганнибала, была объявлена Вторая Пуническая война (218 год до н. э.).
В то время, как римляне надеялись вести её в Испании и Африке, Ганнибал составил план, по которому главным театром войны должна была стать Италия: Ганнибал надеялся нанести здесь решительный удар Риму, сделав операционной базой Цизальпинскую Галлию, только что покорённую римлянами. Он питал надежду на деятельную помощь со стороны галлов и даже со стороны италийских союзников, тяготившихся подчинением Риму. Обеспечив войском Ливию и Испанию (где он оставил около 15 тыс. человек своему брату Гасдрубалу), Ганнибал перешёл Пиренеи с 50 тыс. пехоты и 9 тыс. конницы. Со значительными затруднениями он переправился через Рону (особенно трудно было переправлять боевых слонов) и, направившись на северо-восток, вступил в область Альп.
Переход армии Карфагена через Альпы был крайне труден. Ганнибал спустился в Цизальпинскую Галлию лишь с половиной войска. Первые столкновения были неудачны для римлян. Публий Сципион был разбит на берегах Тичино, а Тиберий Семпроний (войска которого предназначались было для высадки в Африку) — на берегу Требии. Ганнибал перешёл через Апеннины и совершил очень трудный поход по низменной области, орошаемой рекой Арно, которая находилась тогда в разливе. В бою коло Тразименского озера, в Этрурии, он истребил римскую армию под руководством Гая Фламиния и, не пытаясь даже подойти к Риму, взять который было очень мало шансов, пошёл на восток, потом сильно опустошил южные области. Несмотря на эти опустошения и поражения римских войск, надежды Ганнибала на отложение[прояснить] италийских союзников оказывались пока тщетными: за немногими исключениями, союзники хранили верность Риму.
Диктатор Фабий Максим решил держаться нового плана войны: он систематически избегал больших сражений с Ганнибалом в открытом поле и всю надежду возлагал на лишение неприятеля возможности легко добывать провиант и фураж и на естественное разложение карфагенской армии. Эта система, давшая Фабию прозвание «Кунктатор» («Медлитель»), многими осуждалась в Риме. Против неё был, между прочим, и начальник конницы Марк Минуций Руф. Недовольный Фабием народ назначил Минуция вторым диктатором.
Ганнибал перезимовал около города Герония, перешёл в Апулию и здесь в начале лета 216 года до н. э. произошло решающее сражение при Каннах. Во главе римской армии стояли консулы Луций Эмилий Павел (кандидат аристократической партии) и Гай Теренций Варрон, которого провела в консулы народная партия (права главнокомандующего переходили по очереди от одного консула к другому). В день своего командования Теренций Варрон начал битву против противника. Она кончилась полным разгромом римской армии: 70 тыс. римлян выбыло из строя; в числе погибших были консул Эмилий Павел и 80 сенаторов.
В Карфагене решено было послать подкрепления Ганнибалу, о котором враждебная ему и войне олигархическая партия до тех пор заботилась очень мало. Ещё важнее, казалось, должна была быть помощь Ганнибалу со стороны Македонии. Ко врагам Рима примкнули ещё Сиракузы. Наконец, даже многие из южно-италийских союзников Рима стали переходить на сторону карфагенян. Так, отложился[прояснить] от Рима очень важный город Капуя. Римляне напрягли все усилия, чтобы создать новую армию и не остановились даже перед включением в легионы нескольких тысяч рабов, освобождённых с условием службы в римской армии. Ближайшую зиму Ганнибал провёл в Капуе. В лёгких стычках счастье вскоре стало переходить к римским войскам, а, между тем, необходимые подкрепления не приходили к Ганнибалу: Карфаген опять оставил Ганнибала без деятельной поддержки. Тем временем, в Испании братья Гней и Публий Сципионы действовали так удачно (победа при Ибере, 216 год до н. э.), что Гасдрубал не был в состоянии привести оттуда свои войска на подкрепление брату. Македония тоже не послала своих контингентов в Италию: Рим вооружил против неё врагов в Греции — этолийцев, Спарту, Мессению, Элиду и др. Борьба в Греции надолго отвлекла внимание Македонии, и через некоторое время она заключила мир с Римом.
В 212 году до н. э. Марк Марцелл взял Сиракузы, причём в захваченном римлянами городе погиб учёный Архимед. Потом к римлянам перешёл Акрагас, и к 210 году до н. э. вся Сицилия была снова уже в их руках. В Италии положение римлян в 214 и 213 годах до н. э. было довольно сильным, но в 212 году до н. э. Ганнибалу удалось занять Тарент; крепость, впрочем, осталась в руках римлян. Метапонт, Фурии и Гераклея также перешли к карфагенянам. Римляне осадили Капую; Ганнибал не мог оттеснить их, потому что римляне хорошо окопались перед городом. Чтобы принудить римлян снять осаду Капуи, Ганнибал предпринял диверсию: он подошёл было к самому Риму, но не решился сделать нападение на сам город. И эта попытка спасти Капую кончилась ничем: римляне не сняли осады, и в 211 году до н. э. город сдался, причём римляне жестоко наказали капуанцев и полностью отменили их городское самоуправление, подчинив город власти римского наместника. Взятие Капуи было крупным успехом; оно произвело очень сильное впечатление на союзников Рима.
В 209 году до н. э. был возвращён римлянами и Тарент, который взял Квинт Фабий Максим. Смерть Марцелла, убитого в схватке с более сильным неприятелем (208 год до н. э.), не улучшила положение карфагенян. Их армия таяла; необходимы были значительные подкрепления. Уже давно Ганнибал поджидал их из Испании, где после первых удач дела пошли неблагоприятно для римлян. Карфагеняне, при помощи царя массилиев Галы и его сына Масиниссы, вынудили к миру африканского союзника римлян, царя Сифакса, и это дало возможность Гасдрубалу обратить все силы на Испанию. Кроме него, в Испании действовали ещё Гасдрубал, сын Гисгона, и Магон. Им удалось воспользоваться разделением римских сил и изменой бывших на римской службе туземных отрядов и нанести порознь поражение сначала Публию, а потом и Гнею Сципионам. Оба Сципиона пали в бою (212 год до н. э.). Почти вся Испания временно была потеряна для римлян.
Отправка в Испанию подкреплений и назначение главнокомандующим молодого, способного Публия Корнелия Сципиона (сын погибшего Публия) вскоре опять дали в Испании перевес римлянам. В 209 году до н. э. Сципион захватил Новый Карфаген, но, несмотря на победу в битве под Бекулой, ему не удалось воспрепятствовать Гасдрубалу уйти на помощь брату в Италию. Новая победа под Бекулой над войсками Гасдрубала, Гисгонова сына, и Магона отдала всю Испанию во власть римлян: остаток карфагенских войск Магон вынужден был направить в Италию; последний карфагенский город, Гадес, сдался римлянам.
В то время, как Сципион так удачно действовал в Испании, сам Рим подвергался серьёзной опасности. В 208 году до н. э. Гасдрубал, перейдя Пиренеи, прошёл через Галлию, перешёл Альпы и двинулся на соединение с братом. Битва при Метавре (Гай Клавдий Нерон) спасла римлян от опасности соединения карфагенских сил: Гасдрубалово войско было уничтожено, он сам пал (207 год до н. э.). Положение Ганнибала становилось очень трудным, тем более, что благополучное окончание войны в Сицилии, в Сардинии и в Испании и заключение мира с Македонией развязало руки его врагам. Сенат дал, наконец, Публию Корнелию Сципиону разрешение произвести высадку в Африке, но Сципиону пришлось ещё создавать необходимую для этого армию. В состав её вошли два легиона, опозорившиеся в битве при Каннах, и много добровольцев.
205 год до н. э. прошёл в приготовлениях, а в 204 году до н. э. войско отплыло из Лилибея в Африку, на 400 транспортных и 40 военных судах. Сципион высадился близ Утики и разбил изменившего Риму царя Сифакса. Сторонники мира в Карфагене завели с римлянами переговоры, которые, впрочем, не привели ни к чему. Тогда карфагенское правительство вызвало в Африку Ганнибала и Магона. Битва при Заме (точное место и время её неизвестны, около 202 года до н. э.) уничтожила последние надежды карфагенян и привела к заключению мира, по которому Карфаген сжёг свои военные корабли, отказался от Испании и островов Средиземного моря, обязался вовсе не вести войн вне Африки, а в Африке не воевать без дозволения Рима. Сверх того, карфагеняне должны были в продолжение 50 лет выплачивать ежегодно контрибуцию по 200 талантов.
Таким образом и вторая война кончилась в пользу Рима, несмотря на гениальность Ганнибала: римское государство оказалось более прочным, чем Карфаген. В Африке следствием победы Рима был переход Сифаксова царства к другу римлян, Масиниссе. В Карфагене поражение привело к демократическим реформам. Патриоты надеялись ещё раз вступить в борьбу с Римом, когда он будет в затруднительном положении. Поэтому римляне потребовали выдачи главы и надежды этой партии — Ганнибала, который должен был бежать.

### Третья Пуническая война
Власть в Карфагене опять попала в руки олигархической партии, которая всячески старалась поддерживать хорошие отношения с Римом, чтобы сохранить за Карфагеном по крайней мере его торговлю и богатство. Для Рима время с 201 по 149 год до н. э. не пропало даром: победы римлян над Антиохом Сирийским и в Македонии, их успехи в Греции подняли могущество Рима до небывалой высоты. Но Рим всё ещё боялся своего векового врага, а итальянские торговцы видели в карфагенских купцах опасных конкурентов. Поэтому в Риме были очень довольны тем, что Масинисса не давал покоя Карфагену, не имевшему права защищаться оружием от захватов со стороны нумидийского царя. Эти захваты становились всё беззастенчивее, а жалобы карфагенян в Риме не приводили ни к чему: не в интересах Рима было связывать руки Масиниссе. Наконец, терпение Карфагена лопнуло, и он начал войну с Масиниссой. Это дало Риму давно желанный предлог покончить с врагом, быстрому подъёму благосостояния которого так дивился Катон, постоянно требовавший разрушения Карфагена.
В 149 году до н. э. Рим направил большую армию в Африку (консулы Маний Манилий и Луций Марций Цензорин), начав Третью Пуническую войну. Карфагенская партия мира хотела не доводить дела до войны и соглашалась дать римлянам удовлетворение. Римляне поступили очень недобросовестно: они соглашались на мир при условии исполнения известных[каких?] требований, а когда карфагеняне исполнили их, консулы ставили новые условия, более тяжёлые. Так, римляне добились сначала выдачи заложников, потом оружия, и тогда уже предъявили своё последнее требование — чтобы карфагеняне выселились из Карфагена в какую-нибудь местность, лежащую не ближе 80 стадий от моря. При таких условиях новое поселение не могло быть торговым городом. Карфагеняне отказались подчиниться этому требованию; началась осада Карфагена. Карфагеняне со всевозможными усилиями создали новый флот и оружие и решились защищаться до последней крайности. Главное начальство над ними принял Гасдрубал.
Сначала римляне потерпели неудачи в попытках взять город штурмом и вынуждены были начать правильную осаду. 149 и 148 годы до н. э. прошли для римлян безуспешно. В 147 году до н. э. в Утике высадился консул Публий Корнелий Сципион Эмилиан, сын Эмилия Павла, усыновлённый фамилией Корнелиев Сципионов. Сципион прикрыл осаждающую армию двумя линиями укреплений и совсем отрезал ими Карфаген с суши, что крайне затруднило подвоз провианта и привело к бегству и сдаче значительной части жителей Карфагена. Остальные заперлись в старом городе и в укреплении Бирсы. Построив дамбу, Сципион закрыл доступ в гавань и с моря, но карфагеняне прокопали новый вход в гавань и построили флот, который, впрочем, не мог обеспечить подвоз припасов.
Весной 146 года до н. э. римляне проникли в город, заняли торговую площадь и двинулись к Бирсе. Долго ещё шла борьба в городе, часть которого была сожжена при этом. На седьмой день сдались и карфагеняне, запершиеся в Бирсе. Маленький отряд (большей частью римские перебежчики) заперся в одном из храмов, вместе с Гасдрубалом. Сам Гасдрубал сдался, но жена его, дети и все остальные погибли в огне. Римляне разграбили город, причём получили громадную добычу; затем они сожгли Карфаген и прошли плугом по тому месту, где он стоял, а земля по поздней легенде была засыпана солью. Легенда появилась из-за ошибки, сделанной Бертрандом Холлвардом в первом издании Кембриджской истории древнего мира. Под страхом проклятия воспрещено было восстановление города на этом месте. Большая часть пленных была продана в рабство; карфагенская область стала римской провинцией, столицей которой была Утика. В последующем, однако, римляне вновь заселили Карфаген, который стал главным городом римской Африки и одним из крупнейших городов Римской империи вплоть до арабского завоевания. В настоящее время место, где располагался древний Карфаген, входит в пригород города Тунис.

## Итоги
Войны привели к важным социальным и политическим изменениям в Риме и во всём Средиземноморье. Важнейшим следствием стало исчезновение самой крупной державы, сдерживавшей до тех пор Рим. Лишь победа над Карфагеном сделала возможным распространение римского владычества на всё побережье Средиземного моря.
Великий Карфаген вёл три войны. После первой он ещё оставался великой державой, после второй он ещё существовал, после третьей он был уничтожен.
Кроме этого, приток рабов-военнопленных и другой добычи в Рим стимулировал развитие рабовладения. Рим превратился из италийского полиса в крупнейшую средиземноморскую державу, господствовавшую над племенами Западной и Северной Африки и Испании. Захваченные территории (Сицилия, Сардиния и Корсика, Испания, западная часть Северной Африки) были превращены в римские провинции. В самом Риме обострились противоречия между аристократией и торгово-ростовщическими слоями общества, добивавшимися права участвовать в грабеже захваченных земель. Приток серебра с земель бывшего Карфагена подстегнул развитие римской экономики и тем самым сделал Рим могущественнейшей державой Древнего мира.